# Christophe Cazarelly
Christophe Cazarelly est un joueur de football français né le 10 février 1975 à Marseille. Joueur polyvalent, son poste de prédilection est milieu défensif.

## Biographie
Formé au FC Nantes, Christophe Cazarelly a joué un total de 252 matchs en Ligue 2 avec le Stade lavallois, Amiens et Reims.
En août 1997, il termine troisième du championnat du monde militaire en Iran, sous les ordres de Roger Lemerre. Parmi ses coéquipiers, les futurs internationaux Éric Carrière et William Gallas.
En 2006, en fin de contrat avec Reims, il participe au stage estival de l'UNFP puis effectue un essai au Stade brestois, avant de rebondir à Fréjus en CFA.
En 2016 il est l'entraîneur des U19 de l'AS Magenta, club de Nouvelle-Calédonie.

## Carrière
- 1991-1994 : FC Nantes  France (réserve)
- 1994-1995 : RC Ancenis  France (en National 2)
- 1995-2003 : Stade lavallois  France (en Division 2)
- 2003-2005 : Amiens SC  France (en Ligue 2)
- 2004-2006 : Stade de Reims  France (en Ligue 2)
- 2006-2007 : ES Fréjus  France (en CFA)
- 2007-2010 : SO Cassis Carnoux  France (en CFA puis en National)
- 2010-2011 : Consolat Marseille (en CFA2)[2]

## Palmarès
- Champion de CFA (Groupe C) en 2008 avec Cassis Carnoux